# Aleksander Kaczorowski
Aleksander Kaczorowski (ur. 29 maja 1969 w Żyrardowie) – polski bohemista, tłumacz, eseista i dziennikarz.

## Życiorys
Studiował socjologię w Instytucie Socjologii Uniwersytetu Warszawskiego, a następnie slawistykę w Instytucie Slawistyki UW (ukończone w 1998).
Pracował w Gazecie Wyborczej, z której odszedł w czerwcu 2002 w proteście przeciwko pozostawieniu w redakcji Lesława Maleszki.
Był zastępcą redaktora naczelnego tygodnika Newsweek Polska. Pracował również w redakcji Forum, także jako zastępca redaktora naczelnego. Powrócił jednak do pracy w Newsweek Polska, jako jeden z zastępców redaktora naczelnego. Obecnie redaktor naczelny Aspen Review Central Europe.
Autor książek. Jest również tłumaczem literatury czeskiej, m.in. prozy Bohumila Hrabala, Egona Bondy’ego i Josefa Škvoreckiego.
Członek Stowarzyszenia Pisarzy Polskich. Wykłada w Instytucie Slawistyki Zachodniej i Południowej UW.
W 2015 został nominowany do Nagrody Newsweeka im. Teresy Torańskiej w jej III edycji w kategorii „Najlepsza książka” za książkę Havel. Zemsta bezsilnych. W tym samym roku otrzymał tytuł Ambasadora Nowej Europy, przyznawany przez Europejskie Centrum Solidarności i Kolegium Europy Wschodniej. W 2016 został laureatem nagrody Václava Buriana za wkład w dziedzinie kultury do dialogu środkowoeuropejskiego. W 2019 za książkę Ota Pavel: pod powierzchnią został uhonorowany Górnośląską Nagrodą Literacką „Juliusz” oraz finalistą Nagrody Literackiej Nike. W 2024 za tom Babel. Człowiek bez losu został nominowany do Nagrody Literackiej Nike.
Ojciec czwórki dzieci.

## Publikacje

### Książki
- Praskie łowy, Warszawa: Świat Książki, 2007, ISBN 978-83-247-0835-2.
- Praski elementarz, Wołowiec: Czarne, 2001, 2012, 2021, ISBN 978-83-7536-277-0.
- Gra w życie. Opowieść o Bohumilu Hrabalu, Wołowiec: Czarne, 2004, ISBN 838739198-0.
  - Életjáték - Történet Bohumil Hrabalról, Budapeszt: Európa Könyvkiadó, 2006, ISBN 978-963-07-8131-2.
  - Il gioco della vita. La storia di Bohumil Hrabal, Rzym: Edizioni E/O, 2007, ISBN 978-8876417559.
- Europa z płaskostopiem, Wołowiec: Czarne, 2006, ISBN 83-89755-64-5.
- Ballada o kapciach, Wołowiec: Czarne, 2012, ISBN 978-83-7536-350-0.
- Havel. Zemsta bezsilnych, Wołowiec: Czarne, 2014, ISBN 978-83-7536-557-3.
- Hrabal. Słodka apokalipsa, Wołowiec: Czarne, 2016, ISBN 978-83-8049-221-9.
- Ota Pavel: pod powierzchnią, Wołowiec: Czarne, 2018, ISBN 978-83-8049-677-4.
- Czechy. To nevymyslíš, Warszawa: Muza, 2022, ISBN 978-83-287-2086-2.
- Prezydent. Aleksander Kwaśniewski w rozmowie z Aleksandrem Kaczorowskim, Kraków: Znak Literanova, 2023, ISBN 978-83-240-7397-9.
- Babel. Człowiek bez losu, Wołowiec: Czarne 2023, ISBN 978-83-8191-777-3.

### Przekłady
- Egon Bondy, Noga świętego Patryka, Izabelin: Świat Literacki 1995, ISBN 978-83-86646-11-1.
- Bohumil Hrabal, Czuły barbarzyńca, Izabelin: Świat Literacki 1997, ISBN 978-83-626-7607-1.
- Josef Škvorecký, Przypadki niefortunnego saksofonisty tenorowego, Izabelin: Świat Literacki, 1999, ISBN 83-86646-87-X.
- László Szigeti, Drybling Hidegkutiego, czyli rozmowy z Hrabalem, Izabelin: Świat Literacki, 2002, ISBN 83-88612-23-9.
- Bohumil Hrabal, Piękna rupieciarnia, Wołowiec: Czarne, 2006, ISBN 978-83-8049-787-0 (z Janem Stachowskim).
- Helga Weissová, Dziennik Helgi: świadectwo dziewczynki o życiu w obozach koncentracyjnych, Kraków: Insignis Media, 2013, ISBN 978-83-63944-04-9.
- Josef Pazderka (red.), Inwazja na Czechosłowację 1968. Perspektywa rosyjska, Instytut Pamięci Narodowej 2015, ISBN 978-83-7629-818-4.
- Jiří Pelán, Hrabal w lustrze krytyki, [w:] W poszukiwaniu przerw w zabudowie. W stulecie urodzin Bohumila Hrabala, (ed. J. Goszczyńska), Warszawa 2015.
- Jakub Češka, Nic, tylko strach, czyli ironiczna spowiedź, [w:] W poszukiwaniu przerw w zabudowie. W stulecie urodzin Bohumila Hrabala, (red. J. Goszczyńska), Warszawa 2015.